# ماریا واسکو
ماریا واسکو (اسپانیایی: María Vasco‎؛ زادهٔ ۲۶ دسامبر ۱۹۷۵) دونده پیاده‌روی سرعت اهل اسپانیا بود.